# Mimemodes laticeps
Mimemodes laticeps is een keversoort uit de familie kerkhofkevers (Monotomidae). De wetenschappelijke naam van de soort werd in 1871 gepubliceerd door Macleay.